# Arisdorf
Arisdorf es una comuna suiza del cantón de Basilea-Campiña, ubicada en el distrito de Liestal. Limita al norte y noreste con la comuna de Olsberg (AG), al este con Magden (AG), al sureste con Hersberg, al suroeste con Liestal, y al oeste con Füllinsdorf y Giebenach. 